# Brian Howe (cantante)
Brian Anthony Howe (Portsmouth, Inglaterra, 22 de julio de 1953 - Lake Placid, Florida, 6 de mayo de 2020) fue un cantante y compositor británico, popular por haber sido el reemplazo de Paul Rodgers como vocalista de la banda Bad Company. La carrera musical de Howie inició en 1983 cuando el guitarrista estadounidense Ted Nugent lo contrató para encargarse de la voz en el álbum Penetrator de 1984 y en la subsecuente gira mundial en promoción del disco. Publicó además tres álbumes en calidad de solista: Tangled in Blue (1997), Touch (2003) y The Circus Bar (2010).
Howe falleció a los sesenta y seis años a causa de un paro cardiorrespiratorio el 6 de mayo de 2020 en Lake Placid, Florida. Había sufrido varios infartos en 2017.

## Discografía

### Solista
- Tangled in Blue (1997)
- Touch (2003)
- The Circus Bar (2010)

### Ted Nugent
- Penetrator (1984)

### Bad Company
- Fame and Fortune (1986)
- Dangerous Age (1988)
- Holy Water (1990)
- Here Comes Trouble (1992)
- What You Hear Is What You Get: The Best of Bad Company (1993)